# Ащерино (Орехово-Зуевский район)
Аще́рино — деревня в Орехово-Зуевском муниципальном районе Московской области. Входит в состав сельского поселения Ильинское. Население — 41 чел. (2010).

## Расположение
Деревня Ащерино расположена в юго-западной части Орехово-Зуевского района, примерно в 37 км к югу от города Орехово-Зуево. По восточной окраине деревни протекает река Гуслица. Высота над уровнем моря 130 м.

## Название
Название связано с некалендарным личным именем Ощера.

## История
В 1926 году деревня являлась центром Ащеринского сельсовета Ильинской волости Егорьевского уезда Московской губернии.
До 2006 года Ащерино входило в состав Ильинского сельского округа Орехово-Зуевского района.

## Население
В 1926 году в деревне проживало 502 человека (204 мужчины, 298 женщин), насчитывалось 115 хозяйств, из которых 111 было крестьянских. По переписи 2002 года — 65 человек (27 мужчин, 38 женщин).
| 1926 | 2002 | 2006 | 2010 |
| ---- | ---- | ---- | ---- |
| 502  | ↘65  | ↘58  | ↘41  |

В прошлом жителей деревни дразнили поляками.